# 十個詞彙裡的中國
《十個詞彙裡的中國》是当代中国作家余華创作的一本文集，余华以其小说《活着》、《許三觀賣血記》和《兄弟》而闻名。《十个词汇里的中国》最初以法文出版，书名为《La Chine en dix mots》，由Actes Sud出版社于2010年出版，中文版本随后于2011年在台湾出版；同年，英文版由艾伦·H·巴尔（Allan H. Barr）翻译出版。该书在中国大陆被禁，但余华在2015年重新改编了一些文章，作为《我们生活在巨大的差距里》一书出版，面向中国大陆市场。
散文集围绕十个具有代表性的二字词汇展开，以个人经历讲述了中国近现代历史中的重大事件，包括大跃进、文化大革命和天安门广场抗议等，同时突显了随着中国迅速现代化而带来的毕业即失业、社会不平等和政治腐敗等问题。通过回顾余華从毛泽东时代的童年到当代中国的经历，本书揭示了中国“山寨”和“忽悠”文化的起源与扩展，这些词汇常与假冒、侵权、模仿、不诚实和詐騙等概念相关。
这十个词汇分别是：人民、领袖、阅读、写作、鲁迅、革命、差距、草根、山寨、忽悠。

## 反响
《十个词汇里的中国》在英语世界的媒体中受到了广泛的好评，许多著名的中国问题专家，如林培瑞和杰弗里·沃瑟斯特伦（Jeffrey Wasserstrom）等，都对这本书给予了积极评价。书籍在《纽约时报》、 《华尔街日报》等重要媒体上也得到了讨论。
詹姆斯·法洛斯（James Fallows）在《大西洋月刊》上写道，这本书是“一组出色的随笔，探讨了现代中国形成的原因，每篇随笔都围绕一个中国词汇或短语展开……非常值得一读。”劳拉·米勒（Laura Miller）在《沙龙》杂志上写道：“余华拥有一位小说家的敏锐直觉，能够抓住完美的细节，那些日常琐事比千篇万篇的社论更能让人理解……这本书最吸引人的地方，也许就是它的幽默感……他给人一种大卫·塞德瑞斯和查尔斯·库拉特的亚洲融合版的印象。”拉盖娅·米莎（Lagaya Misha）在《纽约时报》上评论道：“这本书是回忆录与论战、荒诞与愤怒的混合体，缺乏统计数据，却充满激情。《十个词汇里的中国》……是一本警示故事，讲述了伎俩的危险，或者说，如何试图蒙混过关，逃避父亲、逃避时刻警觉的政府。”
许多文學、文化和语言学领域的学者也对余華的这本文集表示浓厚兴趣，并就《十个词汇里的中国》中的文化、政治和社会叙事提出了各自的解读。有学者认为，《十个词汇里的中国》并非面向中国大陆读者，因为其中明显批评了共产中国。她还指出，“忽悠”一词在当代的使用，旨在描绘中国尽管仍坚持社会主义正统，却在市场资本主义的作用下加剧了不诚信的现象。另一位学者认为，余华选择在台湾出版《十个词汇里的中国》中文版本，凸显了中国大陆与台湾在政治压制上的差异，并指出：“余华似乎更信任台湾政府保护他的自由和权利，而非中国政府。”作者还关注当代中国因贫富差距扩大而产生的社会弊病。
| 国家/地区 | 出版年份 | 出版社                           | 书名                                                                  |
| --------- | -------- | -------------------------------- | --------------------------------------------------------------------- |
| 法国      | 2010     | Actes Sud                        | La Chine en dix mots                                                  |
| 台湾      | 2011     | 麥田出版股份有限公司             | 十個詞彙裡的中國                                                      |
| 美国      | 2011     | Pantheon Books                   | China in Ten Words                                                    |
| 加拿大    | 2012     | Anchor                           | China in Ten Words                                                    |
| 澳大利亚  | 2012     | Knopf Doubleday Publishing Group | China in Ten Words                                                    |
| 韩国      | 2012     | 문학동네                         | 사람의 목소리는 빛보다 멀리 간다 -위화, 열 개의 단어로 중국을 말하다- |
| 中国大陆  | 2015     | 北京十月文艺出版社               | 我们生活在巨大的差距里                                                |
| 波兰      | 2018     | Wydawnictwo Akademickie Dialog   | Chiny w dziesięciu słowach                                            |
| 匈牙利    | 2018     | Magvető                          | Kína tíz szóban                                                       |
| 保加利亚  | 2024     | Жанет 45                         | Китай в десет думи                                                    |